# Ivo Lul Diogo
Ivo Lul Diogo (São Borja, 12 de janeiro de 1935 — São Borja, 7 de julho de 2009) foi um futebolista brasileiro que exerceu a função de atacante. Jogou no Sport Club Internacional de 1955 a 1960, vindo do Internacional de São Borja, onde foi Campeão Gaúcho de Futebol Amador. Em 1961 atuou pelo Club Atlético Newell's Old Boys, da Argentina, e 1962 atuou pelo Grêmio Foot-Ball Porto Alegrense. Foi negociado com o San Lorenzo, da Argentina, em 1964, ficando nesta equipe até o final de 1965. Encerrou a carreira em 1965, tendo passado ainda por clubes do interior do gaúcho.
Foi goleador do Campeonato Gaúcho de Futebol em 1960, com 19 gols. No ano seguinte esteve na Seleção Brasileira de Futebol, na ocasião representada por uma equipe formada por atletas do Rio Grande do Sul. Disputou três jogos pelo selecionado nacional.

## Morte
Morreu em 7 de julho de 2009, deixando quatro filhos e quatro irmãos. Após encerrar a carreira retornou a sua terra natal, São Borja, onde cuidava de uma pequena chácara.

## Títulos
Internacional
- Campeonato Gaúcho: 1955

Grêmio
- Campeonato Gaúcho: 1962